# Sieben Jahre Pech (1921)
Sieben Jahre Pech ist eine gut einstündige US-amerikanische Stummfilmkomödie von und mit Max Linder aus dem Jahre 1921.

## Handlung

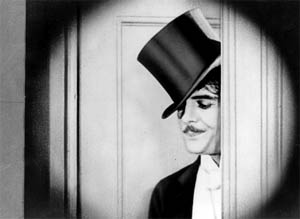
Szenenfoto mit Max Linder

Nach seinem Junggesellenabschied kehrt Max derart betrunken nach Hause zurück, dass er es kaum durch die Tür schafft. Am nächsten Morgen erwacht Max nur langsam, während seine Köchin, Mary, die Magd, und John, sein Kammerdiener, bereits zu arbeiten begonnen haben. Dabei zerbrechen John und Mary aus Versehen Maxens teuren Glasspiegel, als beider Leidenschaft füreinander außer Kontrolle gerät. Um den Schaden zu vertuschen, veranlasst John schnell die Lieferung eines neuen Spiegels und beauftragt unterdessen den Koch, der einen ähnlichen Schnurrbart wie Max trägt, hinter dem Spiegelrahmen zu stehen und Maxens Spiegelbild nachzuahmen. Eine Zeit lang lässt sich der verkaterte Max täuschen, doch schon bald schöpft er Verdacht, dass es hier nicht mit rechten Dingen zugehen kann. Ein Anruf seiner Verlobten Betty lenkt ihn jedoch ab und gibt den Dienern die Möglichkeit, den Spiegel auszutauschen. Als Max zum Spiegel zurückkehrt, immer noch beunruhigt über die widersprüchlichen Bilder, die er zuvor gesehen hat, wirft er seinen Schuh gegen den Spiegel und zerbricht ihn. Unfähig, den alten Aberglauben zu ignorieren, dass das Zerbrechen eines Spiegels sieben Jahre Pech nach sich ziehen würde, versucht Max, fortan den Gefahren eines Unglücks/Unfalls aus dem Wege zu gehen, indem er zu Bettys Haus spaziert, anstatt zu fahren oder zu reiten. Auf seinem Weg zu seinem Ziel kommt es mehrmals zu unschönen Begegnungen mit Fahrzeugen auf der Straße, und er erreicht humpelnd Bettys Haus.
Während er in Bettys Salon wartet, bittet Max Bettys Hellseherin, ihm aus der Hand zu lesen und bevorstehende Probleme vorherzusehen. Als sie antwortet, dass ein Hund sein Glück bedrohen würde, setzt Max Bettys kleinen Hund Frizotto in eine Vase, um ihn aus dem Weg zu räumen. Als Betty zurückkommt und schließlich herausfindet, wie Max Frizotto behandelt hat, löst sie wütend ihre Verlobung auf. Max kehrt nach Hause heim und erwägt, die Stadt zu verlassen, um noch mehr Pech zu vermeiden. Doch er kehrt zu Bettys Heim zurück, nachdem ihre Mutter angerufen hat, um zu berichten, dass Bettys Wut nachgelassen habe. Während er im Wohnzimmer auf Betty wartet, legt Max eine Schallplatte auf. Der Stimmung entsprechend, beginnt er mit dem Dienstmädchen zu tanzen, das Pflanzen wie einen Hula-Rock um ihre Taille drapiert. Als Betty das Zimmer betritt, hat sich auch der Butler zu den beiden gesellt. Eine ausgelassene Flirtstimmung liegt in der Luft. Alle drei hinterlassen dadurch bei Betty einen merkwürdigen Eindruck. Nachdem sie Max beschuldigt hat, das Haus ihrer Mutter in ein Tanzlokal verwandelt zu haben, gibt sie ihm ihren Verlobungsring zurück und sagt, er solle gehen.
Bevor Max mit dem Zug die Stadt verlässt, bittet er seinen besten Freund – einen falschen Freund, wie sich später zeigen wird – in seinem Namen mit Betty zu sprechen. Max weiß nicht, dass dieser Mann Betty selbst erobern möchte. Anstatt Max zu helfen, macht sein falscher Freund Betty einen Heiratsantrag, nachdem er sie davon überzeugt hat, dass Max lieber mit einer “alten Flamme” zusammen sein möchte. Um sich an Max zu rächen, willigt Betty ein, den falschen Freund am nächsten Morgen zu heiraten. Währenddessen wird Max, nachdem er seinen Zug verlassen hat, von einer Diebesbande ausgeraubt, die ihn mittellos zurücklässt. Max ist ohne Fahrkarte auf dem Weg nach Hause gestrandet und schafft es mit Hilfe eines anderen Passagiers, am Fahrkartenkontrolleur vorbeizuschlüpfen. Der wittert jedoch ein Fehlverhalten wittert und macht den Schaffner einer Bahnstation darauf aufmerksam, dass jemand nicht bezahlt habe. Nachdem der Zug den Bahnhof verlassen hat, kontrolliert der Schaffner die Fahrkarten der Fahrgäste, woraufhin Max viele Ausweichmanöver durchführt, um ihm zu entkommen. Schließlich schlüpft Max in eine Gepäckträgerjacke und zieht sich eine dunkle Socke über das Gesicht, um sich zu verkleiden. Als er jedoch später vergisst, seine Verkleidung abzulegen und versucht, mit einer Passagierin zu schäkern, erschreckt er diese, und sie berichtet dem Schaffner, dass ein maskierter Bandit im Zug sei. Nachdem er vom Schaffner durch den Zug gejagt wurde, steigt Max an einer Haltestelle aus, wo der Bahnhofsvorsteher einen Auftrag erledigt und seiner Tochter die Leitung überlassen hat.
Um einer Verhaftung zu entgehen, verkleidet sich Max als der alte Eisenbahner, ist dann aber gezwungen, die Pflichten dieses Mannes zu erfüllen, um sich nicht zu dekuvrieren. Beim Anbringen von Aufklebern an einer Kiste für den Versand schmiert sich Max mit Klebstoff ein und bleibt versehentlich mit seiner Hand an der Schulter der Tochter hängen. Als er versucht, sich loszureißen, reißt er ihr versehentlich das Kleid vom Leib, gerade als ihr Vater zurückkommt. Obwohl der wütende Vater eine Schrotflinte dabei hat, entkommt Max ihm, indem er auf einen abfahrenden Zug springt, doch der Bahnhofsvorsteher macht den nächsten Bahnhof auf seine Ankunft aufmerksam. Max nutzt eine List, um an der nächsten Haltestelle an den wartenden Wachen vorbeizukommen, erregt dann aber die Aufmerksamkeit der Polizei, die ihn quer durch die Stadt verfolgt. Anschließend betritt Max den städtischen Zoo, wo er im Löwenkäfig übermüdet Zuflucht sucht. Obwohl die Löwen die Polizei auf Distanz halten, packt ein Affe Max am Arm und hält ihn fest, bis die Polizei ihn festnimmt. Nach einer Nacht im Gefängnis wird Max vor Gericht gebracht, wo Betty und sein Rivale vor dem Richter erschienen sind, um zu heiraten. Nun klärt sich alles zwischen Max und Betty auf, man versöhnt sich, und der falsche Freund hat das Nachsehen. Sieben Jahre später sind Max und Betty glücklich verheiratet, haben sieben Kinder und etwa ebenso viele Hunde.

## Produktionsnotizen
Sieben Jahre Pech war einer von drei Filmen, die Linder zwischen 1920 und 1922 in Hollywood drehte. Der Streifen kam am 6. Februar 1921 in die amerikanischen Kinos. In Wien lief Sieben Jahre Pech am 10. November 1922 an, in Berlin am 28. Februar 1924 im Marmorhaus.

## Wissenswertes
Berühmt wurde vor allem die Spiegelszene zu Beginn der Geschichte (Filmszene rechts), die ein Jahrzehnt später die Marx Brothers in Duck Soup perfektionierten.

## Kritiken
Die Filmwelt schrieb: “Max Linder, der Alte, der Unübertroffene, auch hier wieder unübertrefflich, obzwar das Manuskript breit ausgetretene Pfade wandelt.”
Das Illustrirte Wiener Extrablatt nannte den Film “ein überaus ergötzliche(s) Lustspiel.”
In einer neueren Betrachtung war zu lesen, dass „‚Sieben Jahre Pech‘ eine witzige Komödie“ sei, „aber manchmal fühlt es sich etwas zu sehr an, als handele es sich dabei um drei zusammengenähte Kurzfilme.“ Immerhin wurde konstatiert, dass Linder „eine charmante und überschwängliche Leinwandpräsenz“ besäße.